# 로마 가톨릭교회의 교계제도
로마 가톨릭교회와 동방 가톨릭교회에서, 교계제도(라틴어: hierarchia, 영어: hierarchy)는 교회의 우두머리인 교황을 중심으로 하는 기독교 성직자들의 제도적인 질서이며, 더 나아가서는 평신도까지 포함하는 교회 조직의 위계이다. 교계제도를 뜻하는 라틴어 hierarchia는 원래 신 아래에서 각각의 소임을 맡은 천사들의 아홉 계급을 의미하는 말이었으나, 교회가 점차 체계화되면서 의미가 바뀌어 사제들이 가진 신품과 재치권을 의미하게 되었다.
교계제도는 신품에 의한 것과 재치권에 의한 것으로 세분할 수 있다. 신품에 의한 교계제도는 성사를 통해 사도의 임무를 수행하고 있는 주교, 사제, 부제의 세 성직자 계층을 나타낸다. 재치권에 의한 교계제도는 교구를 관할하기 위해 교황과 주교가 가지는 입법, 사법, 행정권에 대한 것이다.

## 주교품
주교품의 성직자들은 초기 교회의 사도들을 계승하는 주교단의 일원으로, 신으로부터 받은 완전한 재치권(裁治權)을 가지고 교회에서 사제직과 사목직, 교도직을 수행하게 된다.
여기서 사제직은 예수 그리스도의 희생을 본받아 교회에 봉사하며 미사를 봉헌하는 직무이고, 사목직은 목자로써 평신도들을 이끌고 성사를 베푸는 직무, 교도직은 사도단의 후계자인 주교단의 일원으로써 자신이 속한 교회 내에서 최고의 권위를 가지고 복음을 선포하는 직무를 의미한다. 교회법에서 주교의 이 세 직무는 "교리의 스승", "거룩한 예배의 사제", "통치의 교역자"라는 이름으로 묘사되고 있다.

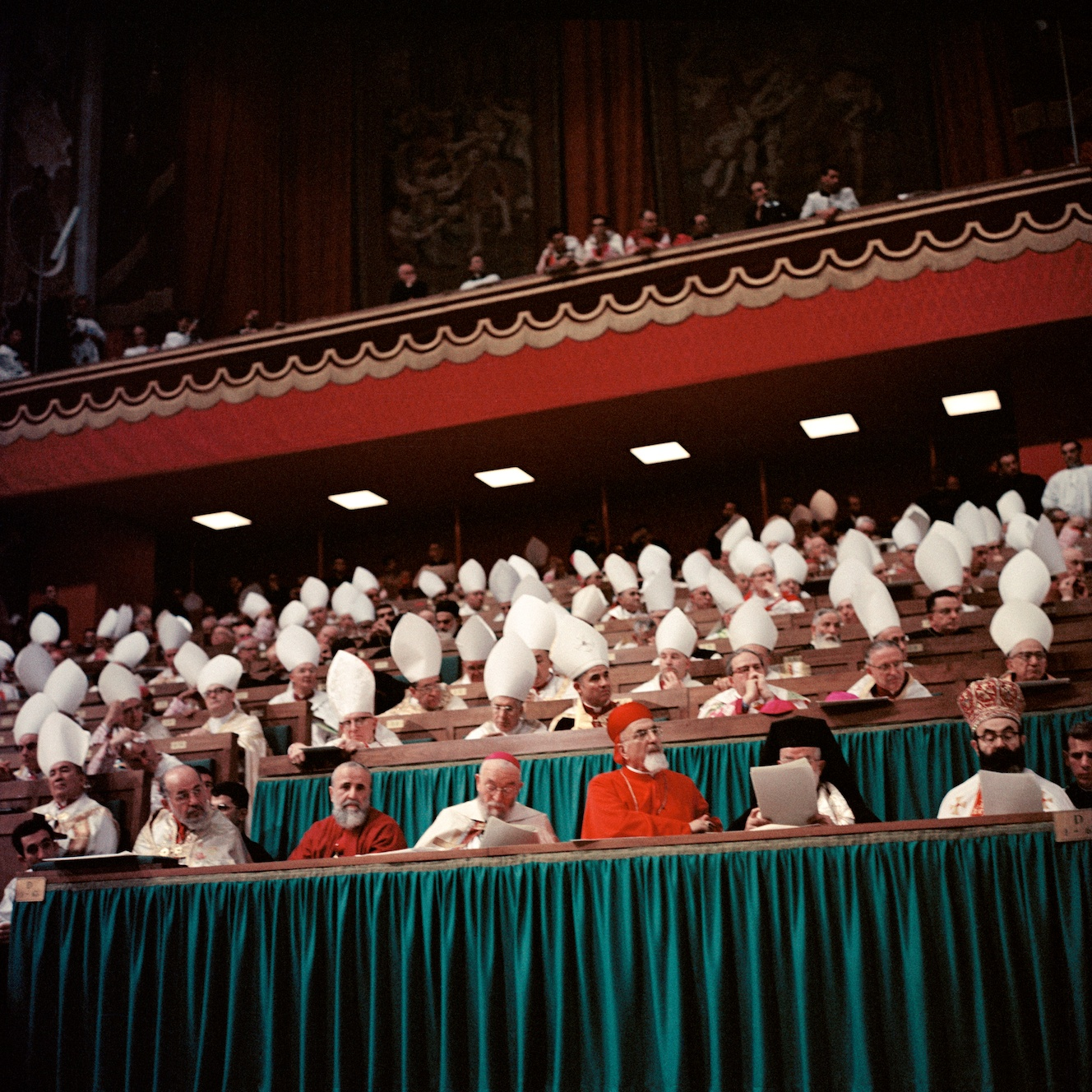
제2차 바티칸 공의회에 참여한 주교들

주교의 기본적인 직무는 교구나 대교구 등의 단위로 나뉜 개별 교회를 사목적으로 통치하는 것이다. 이러한 직무를 수행하고 있는 주교를 교구장 주교라 하며, 교구장 주교는 법이나 교령 등으로 교회의 최고 권위자인 교황과 주교단, 또는 다른 권위자에게 유보된 것이 아닌 한 사목 임무를 수행하고 있는 교회 내에서 일체의 직권을 가진다. 교황 자신도 로마 교구의 주교로써 로마 교구를 사목적으로 통치하는 직무를 가진다. 아직 교계제도가 설정되지 않은 지역에서의 사목을 위해서나 여타 개별 교회의 사목을 돕기 위해 교구장이 아닌 주교들이 임명될 수 있는데, 이들은 명의주교라 부른다.
주교들은 교황을 단장으로 하는 주교단의 일원이 된다. 로마 가톨릭교회에서는 주교단을 그리스도가 임명했던 열두 사도들의 모임인 사도단을 계승한 것이며, 주교단을 통해 사도단이 계속해서 존속하고 있다고 보고 있다.
주교단은 교황과 함께 전체 교회의 일에서 가장 높은 권위를 가지고 있으며, 이러한 권위는 공의회를 통해 나타난다. 공의회가 소집되었을 때, 모든 주교는 공의회에 참석하여 의결과 투표를 행할 권리와 의무를 가진다. 또한 보편 교회의 선익에 직접 관련되는 사항이나 개별 교회의 사안을 논의하기 위해 주교 시노드가 열릴 수 있다.
주교직에 오를 수 있는 사람은 적어도 35세 이상이며, 사제로 서품된 지 5년 이상이 지난 사람이어야 하며, 교회가 승인한 고등교육기관에서 성서학, 신학, 또는 교회법학의 석사 이상의 학위를 취득하고 있어야 한다. 주교의 임명권은 교황에게 있으며, 주교로 임명된 자는 성좌가 권한을 위임하여 축성을 거행하는 주례 주교 한 명과 적어도 두 명의 축성 주교에 의해 주교품을 받는다. 주교품을 받는 것은 성품성사의 하나로, 품을 받은 사람이 죽지 않는 한 성사의 효과는 성령에 의해 영구히 남기 때문에 주교직 또한 평생 유지된다. 대주교나 총대주교와 같이 일반적으로 주교보다 더 높은 위계로 여겨지는 직위가 있지만, 이들 직위는 주교직의 일부이며 그 자리에 임명되는 데 어떠한 성사도 필요하지 않다.(추기경직은 교계제도상 성직이 아님)
같은 국가에 속한 교구의 주교나 서로 인접한 지역에 있는 교구의 주교들은 그들 국가 또는 지역 교회의 일반적인 문제를 논의하기 위해 주교회의를 만들기도 한다. 어떤 경우에는 미사 전례와 같은 특정 영역의 문제에 대한 결정권이 개별 교구가 아니라 주교회의에 있는 경우도 있다.

### 주교의 권한
주교들은 그들이 맡은 교회를 올바른 길로 인도하기 위해 교도권과 신품권, 재치권의 세 권한을 행사하여 교회를 다스린다. 이 세 권한을 통틀어 교정권이라 한다.

#### 교도권
주교들은 사도단의 계승자로써 복음의 진리를 모든 사람에게 전달할 책무를 가지고 있다. 이 임무를 수행하는 교회의 권한을 교도권이라 하며, 사도단이 그리스도가 부여한 교도권을 통해 복음 선포의 임무를 행했던 것과 같이 사도단의 계승자인 주교들도 교도권을 이어받아 기록되거나 전해지는 교리를 유권적으로 해석하고 선포하며 "하느님의 백성이 빗나가거나 쇠약해지지 않도록 보호"하는 임무를 수행한다.
교도권은 교령, 공의회에서 발표되는 헌장, 주교와 사제들의 설교 등 여러 가지 방식으로 공표된다. 특히 신앙과 도덕에 관련된 내용으로 교황이 어좌에 앉아 모든 그리스도인의 최고 목자이며 스승으로써 확정적인 내용으로 선포하는 것이나, 주교단이 교황과 함께 세계 공의회에서 최상 교도권을 행사하는 경우에는 그 가르침은 오류가 없는 것으로 생각된다.

#### 신품권
신품권(라틴어: ordo)은 사제들이 기도와 미사, 성사 집행을 통해 교회를 거룩하게 하고 영적으로 지도하는 권한이다.
신품권은 성품성사를 통해 주교, 사제, 그리고 부제들에게 주어진다. 미사와 세례, 성체 성사 등의 성사와 여러 준성사들의 정규 집행 권한이 사제들에게 유보되어 있는 것은 사제들이 가지고 있는 신품권 때문이다.

#### 재치권
통치권이라고도 하는 재치권(라틴어: jurisdictio)은 교회를 다스리기 위한 입법, 사법, 행정적인 권한을 뜻한다. 재치권은 그리스도가 목자의 비유를 통해 교회에 내린 것, 즉 성자가 제정함으로써 교회 안에 있는 것으로 해석된다.
재치권은 국가 통치 기구와 비슷하게 입법권, 사법권, 행정권의 삼권으로 이루어져 있지만, 삼권 분립의 원칙에 의해 각 권한이 독립되어 있는 국가 체제와 달리 재치권의 삼권은 재치권을 가지고 있는 사람에게 온전히 주어지며, 기능 행사의 편의상 그 권한이 분리되어 있을 뿐이라는 점에서 차이를 보인다.
재치권은 성품에 오른 성직자들이 행사하는 권한이지만, 드물게 평신도나 수녀원장도 규정에 따라 재치권의 행사에 협력할 수 있다. 역사적으로, 평신도나 수녀원장이 재치권을 행사할 수 있는 권한을 받은 경우가 있다. 재치권은 크게 정규 통치권과 위임된 통치권의 두 갈래로 나뉘는데, 정규 통치권은 교구장 따위의 특정한 직무에 결부된 것으로 그 직무를 수행하고 있는 사람이 행사하는 재치권이며, 위임된 통치권은 직무에 관계없이 교회법이나 재치권을 위임하는 상급 장상의 의사에 따라 특정 인물에게 수여되는 재치권을 말한다.
어떤 개별 교회나 그에 준하는 공동체를 대표하며 정규 통치권을 가지고 있는 사람을 직권자(ordinary)라 하며, 특히 개별 교회, 즉 교구나 대목구, 지목구 등의 준교구에 대해 정규 통치권을 가지고 있는 사람을 특히 교구 직권자라 한다.
교회의 최고 권위인 교황과 주교단은 교회에 속한 모든 개별 교회와 그에 준하는 공동체의 직권자이자 교구 직권자이다. 동방 전례를 따르는 자치 교회의 총대주교, 상급대주교, 또는 수도대주교도 그들의 자치 교회의 직권자이지만, 이들은 자치 교회에 속한 교구의 교구 직권자는 아니다. 교구 직권자의 대표적인 예로는 교구장 주교가 있다.

### 주교의 직무

#### 교황

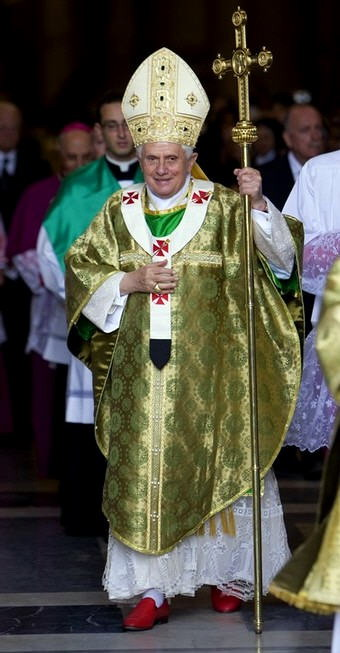
교황 베네딕토 16세

로마 가톨릭교회의 신자들은 교황을 중심으로 일치해 있다. 《가톨릭교회 교리서》는 제2차 바티칸 공의회에서 발표된 《교회헌장》을 인용하여, 교황이 주교는 물론, 신자들의 일치를 이루는 영구적이고 가시적인 토대라고 설명한다. 가톨릭교회는 《마태오 복음서》에서 예수가 요한의 아들 시몬을 '반석'이라는 뜻의 베드로라 이름짓고, 그에게 하늘 나라의 열쇠를 내 주었다는 것을 근거로, 베드로의 후계자인 교황을 '그리스도의 대리인'이자 지상 교회의 우두머리로 생각한다.
베드로는 또한 사도들의 우두머리이기도 했기 때문에, 베드로의 후계자로써 로마 주교좌에 앉아 있는 교황은 사도들의 후계자인 주교단의 단장이기도 하다. 동시에, 교황과 주교단의 구성원 사이의 교계적 친교는 주교단의 존속에 필수적인 사항으로 취급된다. 교황은 그와 일치해 있는 모든 교회에 대해 수위권을 가지고 있으며, 모든 교회에 대해 항상 직권을 행사할 수 있다. 이러한 교황의 권위를 잘 보여주는 것은 그가 가진 무류성이다. 교황무류성은 교황이 전 세계 교회의 우두머리로써 신앙과 윤리에 관한 문제에 대해 교황좌에서 엄숙하게 결정하여 선언할 때 그 결정은 성령의 특별한 은총을 받은 것이기 때문에 오류가 있을 수 없다는 교리이다.
교황은 로마의 주교이자, 로마 시 안의 독립 주권국인 바티칸 시국의 국가 원수이기도 하다. 바티칸 시국은 1928년 이탈리아와 교황청 사이의 라테란 조약에 의해 세워졌으며, 그 이전부터 있었던 국제법에 따라 각국에 파견되는 교황사절은 바티칸 시국이 아니라 성좌(Holy see)가 임명한다. 교황을 보좌하여 가톨릭교회를 사목적으로 통치하는 행정 기구를 교황청이라고 하며, 성좌는 교황과 교황청을 통틀어 일컫는 말이다.
교황은 콘클라베로 불리는 비밀 선거에 의해서 선출되며, 교황령 《주님의 양떼》에 의해 교황의 장례와 신임 교황의 선출 방식이 규정되어 있다. 교황직은 사임할 수 있는 직위이며, 첼레스티노 5세와 그레고리오 12세의 사임이 그 사례로 알려져 있고, 가장 최근에는 베네딕토 16세의 사임이 있었다.

#### 총대주교

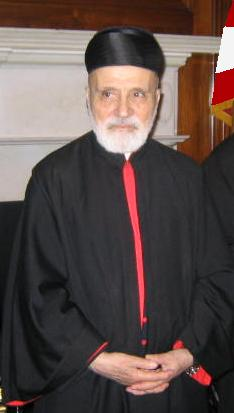
마론파의 안티오키아 총대주교 부트로스 나스랄라 스페이르

총대주교 (라틴어: Partriarcha)는 유대인들의 가부장, 씨족장을 의미하는 말에서 유래되어, 초기 기독교의 5대 교회인 로마, 안티오키아, 콘스탄티노폴리스, 알렉산드리아, 예루살렘 교회의 수장을 일컫는 말이었다. 오늘날 가톨릭교회에서, 총대주교는 라틴 전례 교회의 일부 교구장에게 부여되는 칭호이거나, 동방 가톨릭교회에 속하는 몇몇 자치 교회의 수장을 일컫는 말이다.
동방 가톨릭교회의 자치 교회를 이끄는 총대주교는 그가 이끄는 자치 교회에 속한, 수도대주교를 포함한 모든 주교와 교회의 신자들에 대해 직권을 행사할 수 있으며 모든 가톨릭교회의 전례나 의전에 있어서, 교황을 제외한 다른 주교들보다 우선 순위를 가진다. 자치 개별 교회의 수장 중 총대주교의 명의를 사용하는 주교는 다음과 같다.
- 콥트 가톨릭교회의 알렉산드리아 총대주교 (콥트 가톨릭교회의 수장)[27]
- 시리아 가톨릭교회의 안티오키아 총대주교 (시리아 가톨릭교회의 수장)[28]
- 멜키트-그리스 가톨릭교회의 안티오키아 총대주교 (멜키트-그리스 가톨릭교회의 수장)[29]
- 마론파의 안티오키아 총대주교 (마론파 교회의 수장)[30]
- 칼데아 가톨릭교회의 바빌로니아 총대주교 (칼데아 가톨릭교회의 수장)[31]
- 아르메니아 가톨릭교회의 킬리키아 총대주교 (아르메니아 가톨릭교회의 수장)[32]

서방 교회의 총대주교는 그가 어떠한 개별 교회의 교구장이 아닌 한, 어떠한 교회에 대해서도 직권을 가지지 않은 명의상의 직함이다. 오늘날 남아있는 총대주교직은 예루살렘 라틴 총대주교, 베네치아 총대주교, 리스본 총대주교, 동인도 총대주교의 네 개 뿐이며, 이들 직함은 각 도시의 대주교(동인도 총대주교의 경우 고아의 대주교)에게 부여된다.

#### 상급대주교

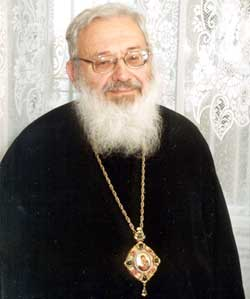
우크라이나 그리스 가톨릭교회의 수장인 류보미르 후자르 상급대주교

동방 가톨릭교회에 속하는 일부 자치교회의 수장은 상급대주교(Major archbishop)의 명의를 사용한다. 몇몇의 예외를 제외하면 상급대주교가 그가 수장으로 있는 자치 교회에 행사하는 권한은 총대주교가 자기 자치 교회에 행사하는 권한과 동등하다. 개별 동방 가톨릭교회 내부에서는 그들 교회의 수장인 총대주교나 상급대주교를 가톨리코스라는 호칭으로 부르기도 한다.
상급대주교좌는 1963년 우크라이나 그리스 가톨릭교회를 시작으로, 개별 자치 교회를 이룰 정도로 충분히 크고 안정된 공동체 중 역사적, 정치적, 또는 교회 내적인 이유로 총대주교좌를 두지 않은 교회에 대해 주어졌으며, 2005년 이후로 총 네 개의 상급대주교좌가 존재한다.
- 키예프-할리치 상급대주교: 우크라이나 그리스 가톨릭교회의 수장이며, 1963년 12월 23일에 지정됨.
(2005년 8월 21일 이전에는 리비우 상급대교구)
- 에르나쿨람-앙가말리 상급대주교: 시로말라바르 가톨릭교회의 수장
- 퍼거라슈와 알바율리아 상급대주교: 루마니아 그리스 가톨릭교회의 수장
- 트리반드룸 상급대주교: 시로말란카라 가톨릭교회의 수장

#### 추기경

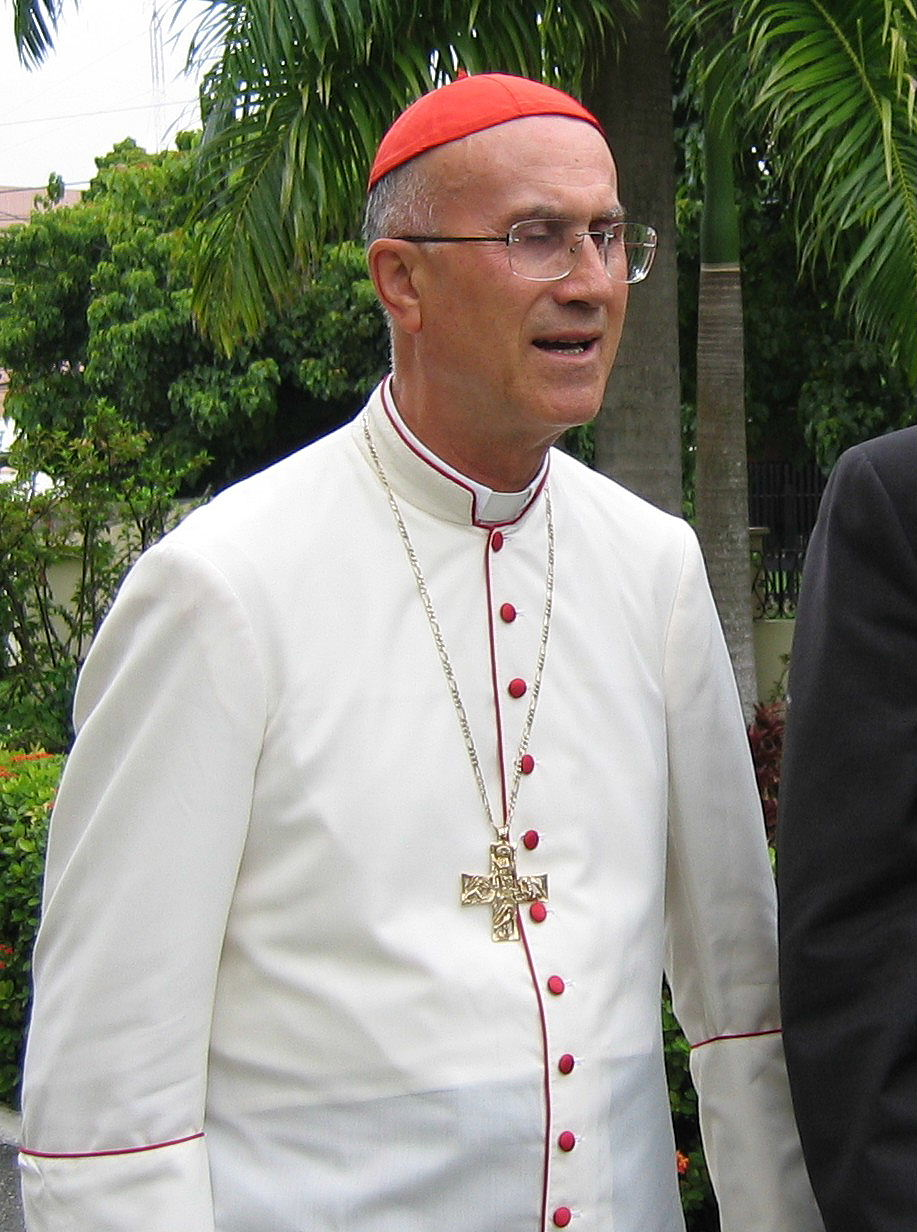
여름옷을 입은 타르치시오 베르토네 추기경

추기경(라틴어: Cardinalis)은 일반적으로 교황 바로 다음의 고위 성직으로 여겨진다. 추기경의 호칭은 5세기에 처음 나타났으며, 초기에는 교회의 중추라는 일반적인 의미로 사용되었으나 점차 로마에 있는 26개 주요 성당의 수석사제와 로마 관구에 속한 6개 교구의 주교들을 일컫게 되었다. 1059년 교황 니콜라오 2세에 의해 교황선출을 추기경들에게 맡기는 교령이 선포되면서 추기경들은 다른 주교들을 뛰어넘는 권위를 지니게 되었다. 주로 교황청의 일을 맡아 하는 고위 성직자나 세계 여러 나라의 교구장 주교들이 추기경의 지위를 받는다.
오늘날 추기경이 맡은 주된 소임은 교황이 사망했을 때 새로운 교황을 선출하는 것과, 교회의 중대한 사항에 대해 추기원 회의의 구성원으로써 교황을 보좌하는 것이다. 이전의 전통을 이어받아 추기경은 로마 교구에 속한 교구의 주교 명의나 로마 교구 내의 주요 성당의 사제, 또는 부제 명의를 받는다. 이 때 받는 명의의 품급에 따라 추기경은 주교급, 사제급, 부제급 추기경의 세 위계로 나뉜다. 이전에는 주교급 추기경직을 받을 때만 주교 서품이 의무였고 사제급과 부제급의 경우에는 주교품을 받지 않아도 괜찮았으나, 교황 요한 23세는 1962년 모든 추기경들이 주교 서품을 받도록 의무화시켰다.
- 추기경직과 주교직은 별개이며  이를 혼동하면 안된다 *

추기경직은 종신이나 주교직  혹 교황청 고위직은 만 75세가 되면 은퇴를 신청해야 한다

#### 대주교
대주교는 대교구의 교구장으로써 하나의 개별 교회를 사목적으로 다스리며, 많은 대주교는 그가 다스리는 대교구를 중심으로 하는 관구의 관구장으로써 관구에 속한 교구들을 지휘하고 감독한다. 관구장 주교는 관하 교구의 신앙과 교회 규율이 잘 준수되는지 감독하고 관하 교구장의 유고시 교구장 직무 대행을 선임하는 등의 직무를 가지며, 관하 교구의 주교가 교회법적으로 내린 판결의 상소 법원 역할을 하기도 한다.
역사적이거나 혹은 다른 이유로, 일부 대교구는 관구에 속해 있거나 관하 교구를 가지고 있지 않기도 하다. 예를 들어, 카푸아 대교구는 나폴리 대교구가 이끄는 관구의 관하 교구이며, 아테네 대교구는 자기 관구를 가지고 있지 않고 성좌에 직속되어 있다. 이러한 대교구의 대주교는 일반 교구의 교구장 주교들과 같은 권한만을 가진다. 모두 619개의 대주교좌 중 78개의 대주교좌가 이러한 형태를 띠고 있다.
동방 전례에서 서방 전례의 관구장에 해당하는 직위는 수도대주교이며, 이들은 자기가 속한 자치 교회의 규정을 따른다. 일부 수도대주교는 총대주교나 상급대주교가 없는 작은 독립 교회의 수장인 경우도 있으며, 이들은 총대주교나 상급대주교만큼은 아니지만 다른 수도대주교들보다는 더 많은 권한을 개별 교회에 행사할 수 있다.

#### 교구장 주교
교황, 총대주교, 관구장 주교, 상급대주교 등의 직위에 오른 주교들을 포함하여 개별 교구의 사목 임무를 맡은 모든 주교들은 자기 교회의 일치의 눈에 보이는 근원과 토대가 된다. 전체 가톨릭 교회가 교황과 주교단을 중심으로 하나가 되는 것처럼, 개별 교회는 교회를 이끄는 주교와 그를 돕는 사제단을 중심으로 하나가 된다. 비록 주교의 임명이 사도좌의 승인을 필요로 하지만, 가톨릭 교회는 독립적인 개별 교회의 일치로 이루어지는 것이므로 교구장주교는 교황의 대리인이 아니다. 오히려 각각의 개별 교회를 가르치고 사목적으로 다스리며 신성하게 할 책임은 개별 교회를 맡은 주교에게 일차적으로 주어진다.
이러한 교회 일치의 중심으로써의 교구장 주교의 위치는 성찬의 전례를 통해 더욱 확실히 드러난다. 교구 내에서 미사가 행해질 때, 어떤 성직자가 미사를 집전하든 반드시 교황과 교구장 주교의 이름을 언급하며 세계 모든 교회가 그들과 일치하는 공동체가 되기를 기원한다.
이는 개별 교회가 주교단의 일원인 주교를 통해 교황과 주교단을 중심으로 하는 세계 교회와 일치하며, 또한 개별 교회가 교구장 주교를 중심으로 일치한다는 사실을 드러낸다. 동방 전례에서는 개별 교회를 이끄는 총대주교, 상급대주교, 또는 수도대주교가 따로 있을 경우 그 이름 또한 언급된다.

##### 교구장 주교에 상당하는 다른 직위
교황은 특수한 사정에 의해 아직 교구가 설정되지 않은 곳의 사목 활동을 돕기 위해 대목구, 지목구 또는 직할 서리구를 설립할 수 있으며, 또 교구의 사목을 성직 자치구장이나 자치 수도원장에게 맡길 수도 있다. 이러한 교회들의 책임자로 반드시 주교직을 지닌 성직자가 임명되는 것은 아니지만, 일단 임명된 책임자는 다른 교구장 주교와 같은 책임과 권한을 지닌다.(단 주교가 아닌교구장은 주교만이 행할 수 있는 성품성사를 집행할 수 없다)
어떤 개별 교회는 지역에 결부되어 있는 것이 아니라, 인적 단체로써만 존재하기도 하며, 대표적인 예로는 군종교구와 성직 자치단인 오푸스 데이, 그리고 인적 직할 서리구인 성 요한 마리아 비안네 회 등을 들 수 있다. 이러한 인적 개별 교회의 수장도 자기 개별 교회에 대해 교구장 주교와 동등한 권한을 가진다.

##### 부교구장 주교와 보좌주교
교구장 주교는 자기 교구의 사목적 필요에 의해 한 명 이상의 보좌주교의 임명을 사도좌에 요청할 수 있으며, 특수한 사정이 있다면 교구장 주교에 대해 특별 권한을 가지는 보좌주교나 부교구장 주교가 사도좌의 직권으로 임명할 수 있다.
부교구장 주교와 특별 권한을 가진 보좌주교는 교구 총대리의 권한을 지니며, 그 외의 보좌주교는 교구장 주교나 부교구장 주교, 또는 특별 권한을 지닌 보좌주교의 권위에 예속되어 교구 총대리 또는 교구 대리에 임명되어 교구 임무를 보좌한다. 교구장 주교의 사퇴나 사망 등으로 주교좌가 비었을 때 부교구장 주교는 즉시 교구장 자리를 계승하게 되지만, 보좌주교는 계승권을 가지지 않고 교구장 직무 대행이 선임될 때까지는 기존에 교구장 주교에 의해 위임된 권한만을 가지게 된다. 이 때문에 부교구장 주교가 자기 소속 교구의 주교명의를 사용하는 반면, 보좌 주교는 명의교구의 주교명의를 가진다.

#### 명의교구의   명의주교
대목구장 같이 교구에 준하는 구역의 직권자나 교황청에서 일하는 성직자, 또는 교구장이 아니면서 교구의 일을 교구장 주교로부터 위임받은 성직자가 주교품을 받는 경우, 이들은 옛날에 폐지된 교구 명의의 주교직을 받게 되며, 그러한 주교를 명의주교(라틴어: Episcopus titularis)라 한다. 이러한 직위는 원래 제1차 니케아 공의회에서 가톨릭교회와 화해한 노바시아노파 주교들에게 주교의 칭호와 영예를 유지할 수 있게 한 것에서 유래된 것이다. 7세기 이후 이슬람교도와 다른 교파의 공격으로 자신의 재치구역에서  서방으로 피신한 주교들이 서방주교를 보조하면서 자신교구에 재치권을 행사할 수 없게 된 주교가 늘면서 명의주교제가 일반화되었고, 1311년의 비엔 공의회와 1545년에서 1563년에 걸쳐 있었던 트리엔트 공의회에서 성문화되었다.
나이가 들어 교구장 자리에서 은퇴한 주교의 경우에는  은퇴한 교구의 주교 명예를 계속해서 지닌다. 이 경우는 전임주교라 불린다.   명의주교직도 현직을 보유할시 칭호이며 현직을 떠나면 명예주교(은퇴주교)가 된다

## 사제품

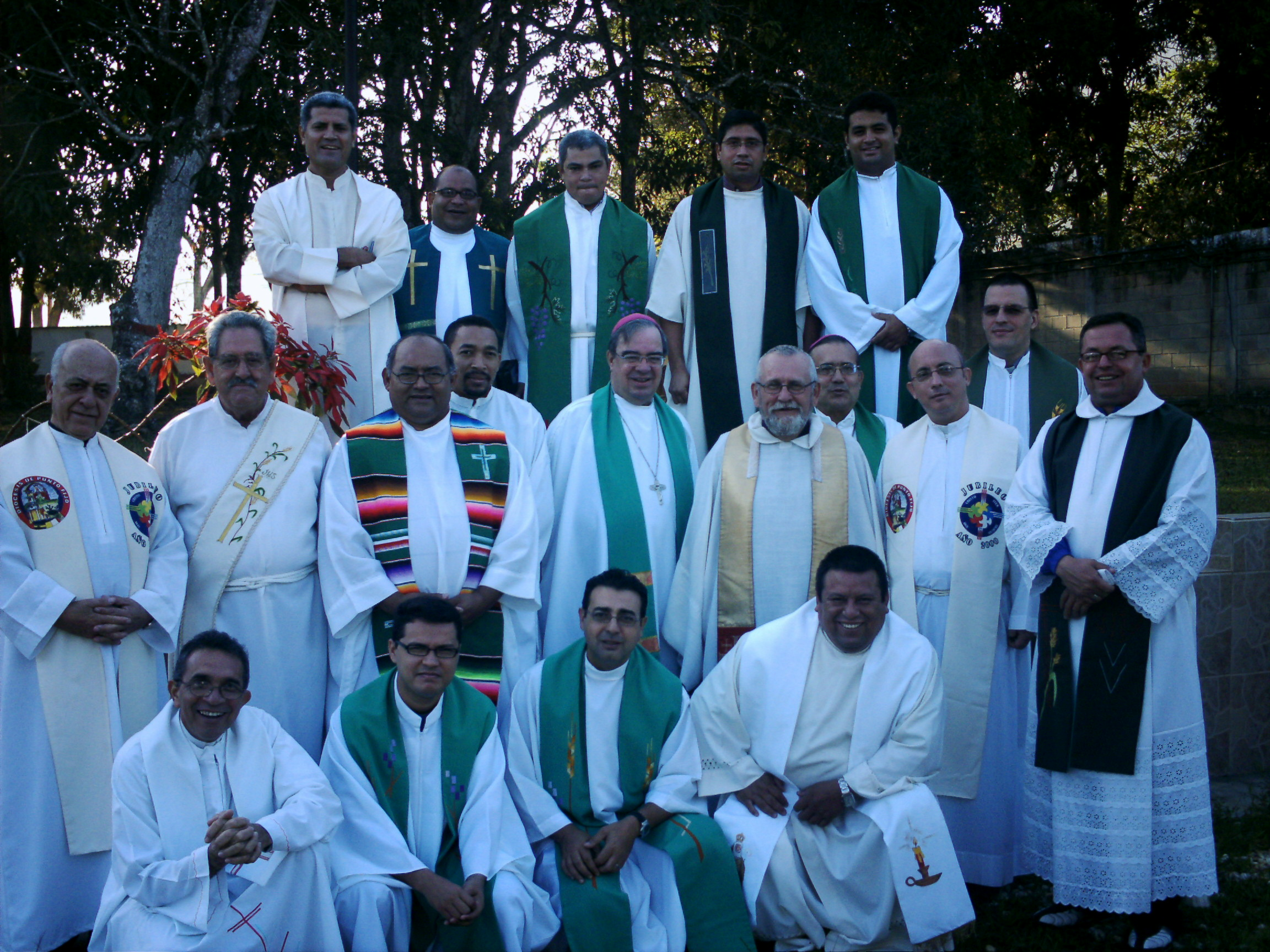
베네수엘라 푼토 피호 교구의 주교와 사제, 부제들

사제품은 사제 또는 신부로 불리는 성직자들이 속해 있는 성직 체계로 교구나 그에 준하는 행정 구역에 속하면서 그 교구장을 보좌하고 개별 사목구를 맡아 영적으로 지도하는 직품이다. 주교품과 같이 사제품도 성사를 통해 받는 직무이기 때문에 성사 자체가 무효가 되지 않는 한 어떠한 경우에도 한번 받은 사제품이 취소되지는 않는다. 한편 사제품의 성직자가 가진 교도권은 사제품 자체에서 나오는 것이 아니라 사제가 속해 있는 개별 교회와 그 교구장으로부터 위임받은 것이다. 따라서 사제가 자기가 속한 교회에서 벗어났을 때 일반적으로 사제가 그곳에서 자기 권한을 행사해서 교회를 지도할 수는 없다. 주교들 사이에 그에 대한 협정이 있거나, 주교회의 등 여러 교구의 주교가 모여 결정한 경우에는 다른 교구에서 권한을 행사할 수 있다. 대한민국에서는 한국 천주교 주교회의를 통해 교구 소속의 사제를 타 교구로 파견하는 경우가 있으며, 특히 교포 사목과 해외 선교를 위해 타 교구로 사제들이 파견되고 있다.
평신도가 사제품에 오르기 위해서는 주교로부터 성품성사를 받아야 할 필요가 있다. 서품을 받으려는 사람은 세례, 성체성사, 견진성사의 세 입문 성사를 모두 받은 신자로 4년 이상 대신학교에서 교육을 받아야 한다. 서방 전례 교회에서는 사제품 서품을 받은 사람은 주교, 사제, 부제에 관계없이 반드시 독신의 의무를 지켜야 한다(독신제). 그럼에도 불구하고 서방 전례의 일부 사제들이 혼인한 상태인 경우가 있는데 이는 보통 개신교나 성공회의 성직자들이 가톨릭교회로 옮겨온 경우이다. 일부 동방 전례 교회에서는 결혼한 사람도 사제 서품을 받을 수 있는 경우가 있다. 개별 교회가 따르는 전례와 사제의 혼인 여부와 관계없이 서품한 이후 새로 혼인하는 것은 허용되지 않는다.
많은 사제들은 개별 교회 안에 있는 사목구의 사목 책임을 맡으나, 수도회에 소속되어 종신으로 수도 생활을 하는 수도 사제들도 있다. 교구장에 의해 사제직에 있는 성직자가 교구 내의 특정 지역이나 사람을 관리하는 감목대리구 또는 지구의 장으로 임명되거나 교구 내의 여러 가지 행정적 직책을 맡아 교구장 주교로부터 재치권을 위임받아 행사하는 경우도 있다.
사제와 부제를 포함한 모든 성직자들은 교구를 포함한 개별 교회나 성직 자치단, 또는 수도 단체에 적을 두고 있어야 하며, 자기가 속한 교회의 직권자에게 순명할 의무가 있다. 개별 교회의 우두머리인 주교들이 교황을 중심으로 일치하여 주교단을 구성하는 것처럼, 각 교회에 속해 있는 사제들도 교회의 우두머리인 주교를 중심으로 일치하여 사제단을 이루며, 주교는 자신이 권한을 위임한 사제단과 협력하여 교구를 지도한다. 실제로 어떤 개별 교회에서든 교구 참사회, 사제 평의회 등 주교를 보좌하기 위해 만들어진 사제들의 회의가 있다.

### 사제의 직무

#### 본당과 다른 공동체에서의사목

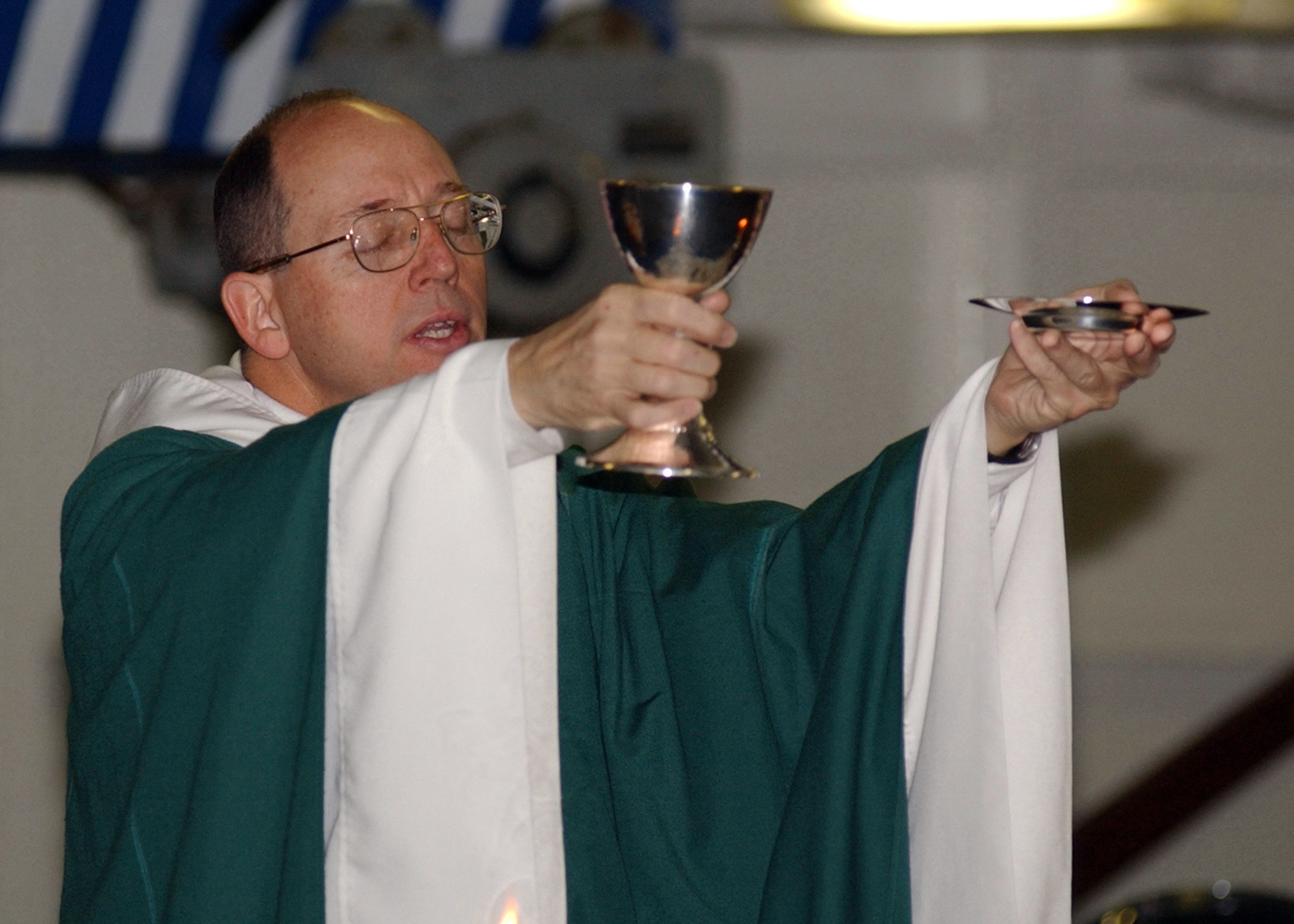
미사를 집전하는 사제

본당이라고도 불리는 사목구는 지역적이거나 민족적, 언어적 이유로 동질성을 지닌 신자들의 공동체이며, 가장 작은 단위 교회이다. 대부분의 본당 사목구는 지역적으로 설정되지만, 특별한 경우 지역 대신 언어, 민족적 동질성 등의 이유로 인적 사목구가 설정될 수 있다. 본당 사목구 주임 사제는 사목구가 속한 교구의 주교로부터 그 권한을 위임받아 사목구 내의 신자를 지도하며, 특히 사목구 내에서 신자들의 지향을 받아 매주 미사를 집전하고 세례와 성체성사, 혼인성사, 장례 등을 맡아 집행하며, 사목구 내의 환자들에게 견진성사와 병자성사를 집행하도록 위임받는다.
보통의 경우 한 본당 사목구를 사제 한 명이 맡는 것이 원칙이나, 교구 내의 사제 수가 부족한 경우 등 특수한 경우에는 여러 본당 사목구를 한 명의 사제가 맡거나, 하나 또는 여러 본당 사목구의 사목 책임을 사제 여러 명의 연대 책임으로 할 수 있다. 사목 수행에 있어서 필요한 경우 사목구 내에 사목구 주임 사제를 보좌할 사제를 여럿 둘 수 있다. 본당 사목구 주임 사제와 보좌 사제들은 본당 내에 마련된 사제관에서 기거하며 사목 활동을 수행한다.
사목구의 본당이나 수도회 등이 관할하는 성당이 아닌 다른 성당의 사목적 책임을 사제가 맡는 경우도 있다. 이런 성당은 신학교나 수도회 등에서 운영하는 학교 내부의 성당 이나 성지에 부설된 성당 등을 일컫는 것이다. 성당의 담임 사제는 특별히 위임된 경우가 아니면 본당 사목구 주임 사제들과 같이 성사와 세례, 장례 등을 집행할 수는 없지만, 그 외의 책무는 본당 사목구 사제와 똑같이 수행한다.
가톨릭 교회 신자들의 단체, 또는 그 일부의 사목을 위해 단체에 담당 사제가 임명되어 활동하기도 한다.

#### 교구장 주교의 보좌
본당 사목 외에도 사제들은 교구 내에서 다양한 직책 등을 맡으며 교구장 주교를 보좌한다. 이런 직책들은 교구장을 직접 보좌하는 주교 총대리와 주교 대리들, 교구장의 일부 권한을 위임받아 교구의 사법, 재정 또는 행정을 담당하는 사법 대리나 사무처장, 재무 담당 등을 포함한다. 실질적으로 교구청 내에서 사목적 필요를 위해 설치된 많은 기구들의 관리자로서 사제가 임명되는 경우가 많다.
또 교구장 주교를 보좌하고 교구장 유고시 교구의 직무를 일부 대행하는 것으로써 교구의 사제 평의회와 교구 참사회가 있다. 사제 평의회는 교구 내의 사제들에 의해 자유롭게 선출되는 위원과 자신이 맡은 직무에 의해 당연직으로 선출되는 위원, 그리고 교구장이 직접 임명하는 위원들로 구성되며, 교구 내의 사제단을 대표하여 교구장을 보좌한다. 이들은 교구장 주교에게 건의할 수 있고 교구장 주교는 이들의 건의를 들어야 하지만, 교구장 주교가 교구의 일을 결정할 때 반드시 이들의 동의가 필요하지는 않다. 교구장 자리가 비었을 때 사제 평의회 또한 해산된다. 사제 평의회는 제2차 바티칸 공의회의 결과로 생겨난 조직이며 그 성격에 있어서 교구 자체를 대표하는 참사회와는 구분된다.
교구 참사회는 사제 평의회의 위원 중 교구장이 임명한 6~12명 사이의 사제들로 구성된 회로, 교구를 대표하여 교구장의 주재 하에 교구 행정에 대해 자문한다. 교구장이 공석이 되고 부교구장 주교나 보좌주교가 없는 경우, 교구 참사회가 교구장 대리를 선임할 권한을 갖는다.

#### 감목대리
지구장, 또는 지구 수석 사제 등으로도 불리는 감목대리는 교구의 직권자로부터 특정 지역의 여러 본당을 묶은 감목대리구의 장으로 임명되어 사목을 위탁받은 사제이다. 교구장은 사목적 필요에 의해, 사제들의 의견을 참고하여 감목대리를 자유로이 임면할 수 있다.
교구장으로부터 임명받은 감목대리는 대리구 내의 사목 활동을 격려하고 구내의 성직자들의 활동, 종교 의식, 또 성당의 상태와 본당 사목구의 문서, 재정, 사제관의 상태가 교회 전례 거행과 규정에 맞도록 관리, 감독할 의무를 가진다.
감목대리는 정식 교계제도가 설정된 교구와 아직 교계제도가 설정되지 않은 포교지에서 조금 다른 의미를 갖는데, 정식 교구에서 감목대리가 단순히 특정 지역에 대한 사목 책임을 교구장으로부터 일부 위임받아 지역 사목을 관리하는 역할만을 한다면, 포교지에서의 감목대리는 감목으로부터 사목을 위임받아 위임받은 지역이 하루빨리 독립적인 개별 교회로 성장하도록 돕는 역할 또한 수행한다. 감목대리는 주교가 아니지만, 어떤 경우 주교의 고유 권한인 견진성사의 부여 권한을 위임받는 경우가 있는데, 이는 포교지에서 감목대리가 수행하는 지역 사목 책임자로서의 역할의 흔적이다.

#### 교구 외에서의 활동
교구장, 또는 소속 성직 단체의 장상의 허락을 받는다면 사제는 자신의 소속 교구 또는 소속 단체를 벗어난 다른 곳에서 활동할 수 있다. 교구 외에서의 활동 권한은 그 특성에 따라 일시적이거나 영구적일 수 있다. 일시적인 권한의 예로는 교구 밖에 있는 신학원이나 교황청 대학교에서 학위 취득을 위해 연수하는 것 등이 있으며, 영구적으로 받는 권한은 교구가 속해있는 주교회의에서의 직무, 교황사절, 교구 밖 신학교의 교원으로의 활동, 선교사나 해외 이주민 사목자로 임명받는 것, 군종 사목을 위해 군에 파견되는 것 등이 있다.

## 부제품

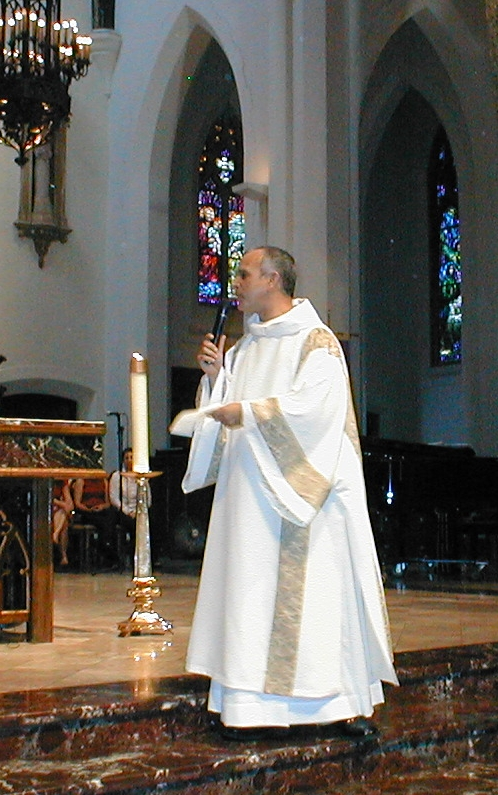
달마티카를 착용한 부제

부제직에 있는 성직자들은 주교직과 사제직의 성직자들을 보좌한다. 이들은 보통 사제들이 행하는 미사의 집전이나 성사를 베푸는 등의 일을 할 수 없지만 주교나 사제의 위임을 통해 할 수도 있으며, 기본적으로는 사제를 도와 그들이 일하는 지역에서 영성체, 병자들을 위한 봉성체, 독서, 강론등의 직무를 수행한다.

### 종신 부제
종신 부제는 사제품에 오르지 않고 평생 부제로서 사목 활동을 수행하는 사람들을 이른다. 원래 부제는 초기 사도 공동체에서 열두 사도를 보좌하기 위해 뽑은 일곱 봉사자들을 기원으로 하는 직책으로,
초기 로마 가톨릭교회에는 아시시의 프란체스코와 같이 사제품을 받지 않고 평생 부제로써 사목한 사람들이 많이 있었으나
교회가 성장한 이후로는 단순히 사제품을 받기 위한 중간단계로 인식되게 되었다.
2차 세계대전 이후 부제직을 부활시켜야 한다는 주장이 많아지자 교황 바오로 6세는 1967년 발표한 교서 〈거룩한 부제직〉을 통해 종신부제직을 부활시켰다.
종신 부제로 서품되기 위해서는 만 25세 이상의 미혼 남성이거나 만 35세 이상의 기혼 남성이어야 한다. 미혼자가 종신 부제로 서품된 경우, 혼인할 수 없다. 기혼자가 종신 부제로 서품받고자 하는 경우 배우자의 동의를 받아야 한다.

### 성직 부제
성직 부제는 사제품을 받고자 하는 신학생이 사제품을 받기 직전 일시적으로 받게 되는 부제품을 의미한다. 이 때 부제품은 대신학교에 입학한 신학생이 받는 두 성품 중 아랫 단계로 취급된다. 사제품을 받기 위해 부제품을 서품받고자 하는 신학생은 최소한 만 23세가 되어야 한다.

## 평신도
평신도란 서품받지 않았거나 수도 생활에 참여하고 있지 않는 모든 가톨릭 신자들을 일컫는 말이다. 교회의 대부분은 평신도로 구성되어 있다. 교회 내에서 평신도의 역할은 제2차 바티칸 공의회 이전까지는 사제들의 지도를 받는 수동적인 성격이 강했으나, 공의회 이후로는 적극적으로 교회 내에서 전례에 참여하고 나아가 세상에 복음을 전파하는 능동적인 역할이 주목받기 시작했다. 평신도 개개인의 영적으로 충실한 생활로부터 시작되어 교회 내외부에서 봉사하는 평신도들의 이러한 역할을 평신도 사도직이라 한다.
평신도 사도직은 다른 어느 누구로부터도 위임받은 것이 아니며, 세례와 견진성사를 통해서 신으로부터 직접 받은 것으로 해석된다. 평신도들은 기도와 미사 참례를 포함하여 일상 생활을 충실히 살고 그것을 "하느님께 봉헌함으로써" 그리스도의 사제직에 참여하고, 받은 복음을 외부로 전파함으로써 예언자직에, 그리고 교회 공동체 내부에서의 봉사와 더 나아가 세상의 불의에 적극적으로 대응하는 것으로써 왕직에 참여하게 된다. 특히 평신도들은 교구나 본당의 사무를 맡도록 고용되거나 교구나 본당의 사목적 목적의 위원회에 참여하고, 또 교리 교육자나 홍보 매체의 봉사자로 활동하는 것 등을 통해 사도직을 수행하기도 한다.
레지오 마리애, 꾸르실료 등은 대표적인 평신도 사도직 단체이다.

## 전례 개혁 이전
전례 개혁 이전 시기의 성직 품계는 수문품, 독서품, 구마품, 시종품, 차부제품, 부제품, 탁덕품, 주교품의 총 여덟 단계이며, 삭발례를 통하여 성직에 입문한다.

## 같이 보기
- 군종교구